# Biondia henryi
Biondia henryi är en oleanderväxtart som först beskrevs av Warburg, Schltr. och Diels, och fick sitt nu gällande namn av Ying Tsiang och P. T. Li. Biondia henryi ingår i släktet Biondia och familjen oleanderväxter. Inga underarter finns listade i Catalogue of Life.